# 克劳斯·曲切尔
克劳斯·曲切尔（德語：Klaus Tschütscher，發音：[ˈklaʊs ˈtʃʏtʃɐ]；1967年7月8日—）是列支敦士登的政治人物。自2009年3月25日担任列支敦士登首相。他的行政部门管理一般政府事务，财务，家庭事务和性别平等。所属政党为爱国联盟。
克劳斯·曲切尔是两个孩子的父亲，在Ruggell生活。

## 背景和政治生涯
克劳斯·曲切尔在列支敦士登的首都瓦都茲完成小学和中学的学业。从1987年到1993年他在圣加仑大学研究法律，在1996年获得法律学位（法学博士）。与此同时，他在大学工作成为副研究员，为期两年（至1995年）。之后，他成为了列支敦士登的财政机关法律服务和经济管理部门的负责人。两个月后，他升职成为财政机关的副局长。从1998年到2005年曲切尔一直是列支敦士登大学的兼职讲师。2002年至2005年，他在瑞士苏黎世大学学习，获得国际商法法律硕士研究生学位。
在2005年议会选举中领先的進步公民党失去了绝对多数，因此被迫与爱国联盟建立一个联合政府。曲切尔成为奥特马尔·哈斯勒政府副总理。在这个位置上，他分管司法，经济事务和体育。在2009年选举中爱国联盟获得胜利。奥特马尔·哈斯勒后来递交辞呈，克劳斯·曲切尔于2009年3月25日成为列支敦士登首相。